# Liste der Bodendenkmale in Thaden
In der Liste der Bodendenkmale in Thaden sind die Bodendenkmale der Gemeinde Thaden nach dem Stand der Bodendenkmalliste des Archäologischen Landesamts Schleswig-Holstein von 2016 aufgelistet.
| Denkmal-ID           | Befundart               | Bezeichnung         | Zeitstellung                 | Lage | Bemerkungen | Bild |
| -------------------- | ----------------------- | ------------------- | ---------------------------- | ---- | ----------- | ---- |
| aKD-ALSH-Nr. 003 523 | Grabmal > Grabhügel     | Grabhügel           | Vor- und/oder Frühgeschichte |      |             |      |
| aKD-ALSH-Nr. 003 524 | Grabmal > Großsteingrab | Steinkammer 1       | Neolithikum                  |      |             |      |
| aKD-ALSH-Nr. 003 525 | Grabmal > Großsteingrab | Steinkammer 1       | Neolithikum                  |      |             |      |
| aKD-ALSH-Nr. 003 526 | Grabmal > Grabhügel     | Grabhügel           | Vor- und/oder Frühgeschichte |      |             |      |
| aKD-ALSH-Nr. 003 527 | Grabmal > Grabhügel     | Grabhügel           | Vor- und/oder Frühgeschichte |      |             |      |
| aKD-ALSH-Nr. 003 528 | Grabmal > Langbett      | Langbett/Steinreihe | Neolithikum                  |      |             |      |
| aKD-ALSH-Nr. 003 529 | Grabmal > Grabhügel     | Grabhügel           | Vor- und/oder Frühgeschichte |      |             |      |
| aKD-ALSH-Nr. 003 530 | Grabmal > Grabhügel     | Grabhügel           | Vor- und/oder Frühgeschichte |      |             |      |
| aKD-ALSH-Nr. 003 531 | Grabmal > Grabhügel     | Grabhügel           | Vor- und/oder Frühgeschichte |      |             |      |
| aKD-ALSH-Nr. 003 532 | Grabmal > Grabhügel     | Grabhügel           | Vor- und/oder Frühgeschichte |      |             |      |
| aKD-ALSH-Nr. 003 533 | Grabmal > Grabhügel     | Grabhügel           | Vor- und/oder Frühgeschichte |      |             |      |
| aKD-ALSH-Nr. 003 534 | Grabmal > Grabhügel     | Grabhügel           | Vor- und/oder Frühgeschichte |      |             |      |
| aKD-ALSH-Nr. 003 535 | Grabmal > Grabhügel     | Grabhügel           | Vor- und/oder Frühgeschichte |      |             |      |
| aKD-ALSH-Nr. 003 536 | Grabmal > Grabhügel     | Grabhügel           | Vor- und/oder Frühgeschichte |      |             |      |
| aKD-ALSH-Nr. 003 537 | Grabmal > Grabhügel     | Grabhügel           | Vor- und/oder Frühgeschichte |      |             |      |
| aKD-ALSH-Nr. 003 538 | Grabmal > Grabhügel     | Grabhügel           | Vor- und/oder Frühgeschichte |      |             |      |
| aKD-ALSH-Nr. 003 539 | Grabmal > Grabhügel     | Grabhügel           | Vor- und/oder Frühgeschichte |      |             |      |
| aKD-ALSH-Nr. 003 540 | Grabmal > Grabhügel     | Grabhügel           | Vor- und/oder Frühgeschichte |      |             |      |
| aKD-ALSH-Nr. 003 541 | Grabmal > Grabhügel     | Grabhügel           | Vor- und/oder Frühgeschichte |      |             |      |
| aKD-ALSH-Nr. 003 542 | Grabmal > Grabhügel     | Grabhügel           | Vor- und/oder Frühgeschichte |      |             |      |
| aKD-ALSH-Nr. 003 543 | Grabmal > Grabhügel     | Grabhügel           | Vor- und/oder Frühgeschichte |      |             |      |
| aKD-ALSH-Nr. 003 544 | Grabmal > Grabhügel     | Grabhügel           | Vor- und/oder Frühgeschichte |      |             |      |
| aKD-ALSH-Nr. 003 545 | Grabmal > Grabhügel     | Grabhügel           | Vor- und/oder Frühgeschichte |      |             |      |
| aKD-ALSH-Nr. 003 546 | Grabmal > Grabhügel     | Grabhügel           | Vor- und/oder Frühgeschichte |      |             |      |
| aKD-ALSH-Nr. 003 547 | Grabmal > Grabhügel     | Grabhügel           | Vor- und/oder Frühgeschichte |      |             |      |
| aKD-ALSH-Nr. 003 548 | Grabmal > Grabhügel     | Grabhügel           | Vor- und/oder Frühgeschichte |      |             |      |
| aKD-ALSH-Nr. 003 549 | Grabmal > Grabhügel     | Grabhügel           | Vor- und/oder Frühgeschichte |      |             |      |
| aKD-ALSH-Nr. 003 550 | Grabmal > Grabhügel     | Grabhügel           | Vor- und/oder Frühgeschichte |      |             |      |
| aKD-ALSH-Nr. 003 551 | Grabmal > Grabhügel     | Grabhügel           | Vor- und/oder Frühgeschichte |      |             |      |
| aKD-ALSH-Nr. 003 552 | Grabmal > Grabhügel     | Grabhügel           | Vor- und/oder Frühgeschichte |      |             |      |
| aKD-ALSH-Nr. 003 553 | Grabmal > Grabhügel     | Grabhügel           | Vor- und/oder Frühgeschichte |      |             |      |
| aKD-ALSH-Nr. 003 554 | Grabmal > Grabhügel     | Grabhügel           | Vor- und/oder Frühgeschichte |      |             |      |
| aKD-ALSH-Nr. 003 555 | Grabmal > Langbett      | Langbett/Steinreihe | Neolithikum                  |      |             |      |
| aKD-ALSH-Nr. 003 556 | Grabmal > Grabhügel     | Grabhügel           | Vor- und/oder Frühgeschichte |      |             |      |
| aKD-ALSH-Nr. 003 557 | Grabmal > Grabhügel     | Grabhügel           | Vor- und/oder Frühgeschichte |      |             |      |